# Kreuzkirche (Angerburg)

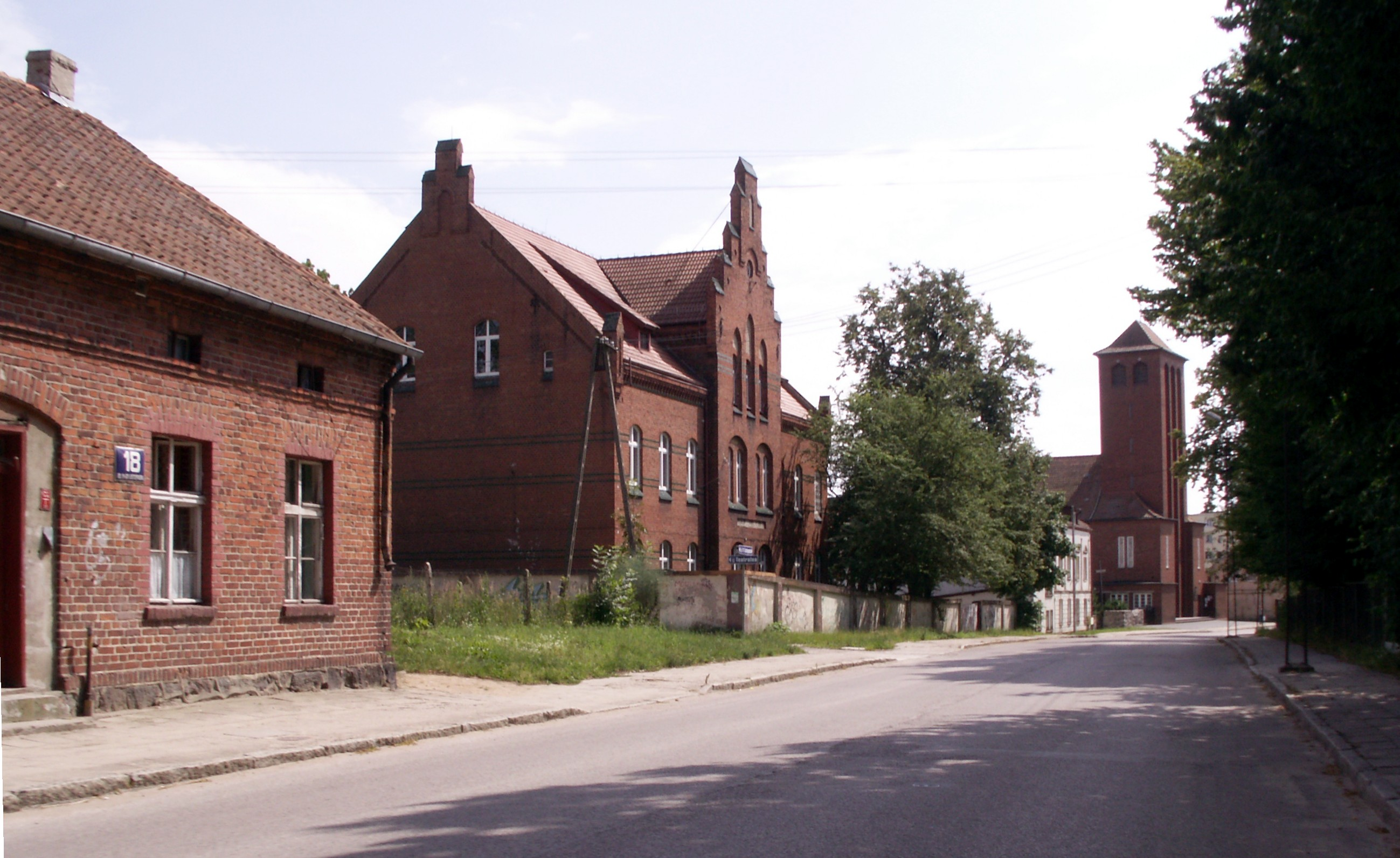
Die Kreuzkirche an der ul. 11 Listopada

Die Bethesda-Kreuzkirche in Węgorzewo (deutsch Angerburg) ist eine griechisch-katholische Kirche in der Woiwodschaft Ermland-Masuren. Der polnische Name lautet: Cerkiew Świętego Krzyża (Heilig-Kreuz-Kirche).

## Kirchengebäude

### Geschichte
Bis 1945 war die evangelische Kirche Teil der Betreuungseinrichtung „Bethesda“. Der Grundstein wurde am 2. Oktober 1930 gelegt, und die Kirche wurde am 2. Oktober 1933 eingeweiht. Nach 1945 diente sie als polnische Militärkirche. In den 1950er Jahren gab man sie der evangelischen Kirche Polens. Diese verpachtete sie ab 1983 und verkaufte sie 1998 der griechisch-katholischen Gemeinde in Węgorzewo. 1999 wurde der Chorraum für die neue Nutzung umgebaut. Die evangelische Kirche hat das Recht, die Kapelle ebenfalls zu nutzen.

### Architektur
Der rechteckige Chorraum wird nun durch eine Ikonostase begrenzt. Der Glockenturm ist schmal und rechteckig. Der dunkelrote Backstein und die spitzen Fensterbögen erinnern an Neogotik, die schlichten Formen an das Bauhaus. Vom Inventar blieben das Kruzifix im Altarraum und die Kirchenfenster erhalten.

## Kirchengemeinde

### Geschichte
Bei der Kirchengemeinde der Kreuzkirche in Angerburg handelte es sich um eine Anstaltsgemeinde der Betreuungseinrichtung „Bethesda“ der evangelischen Kirche. Seit 1912 bestand hier ein eigener Seelsorgebezirk, bis eine ordnungsgemäße Kirchengemeinde errichtet  wurde. Seit 1998 ist die Kirche ein Gotteshaus der Ukrainisch griechisch-katholischen Kirche.

### Pfarrer (bis 1945)
In der Anstaltsgemeinde amtierten als Pfarrer:
- Erich Braun, 1912–1944
- Georg Feix, 1924–1931
- Gerhard Ehlert, 1931–1945.